# مارک چخ (بازیکن فوتبال)
مارک چخ (انگلیسی: Marek Čech؛ زادهٔ ۲۶ ژانویهٔ ۱۹۸۳) یک بازیکن فوتبال اهل اسلواکی است.
وی همچنین در تیم ملی فوتبال اسلواکی بازی کرده‌است.